# Дорофеевский
Дорофеевский — хутор в Котельниковском районе Волгоградской области, в составе Генераловского сельского поселения.

## История
Дата основания не установлена. Первоначально назывался Дорофеев. Хутор относился к юрту станицы Потёмкинской Второго Донского округа области войска Донского. Согласно Списку населённых мест Земли Войска Донского, в 1859 году на хуторе имелось 20 дворов, проживало 75 душ мужского и 80 женского пола. К 1915 году на хуторе проживало 156 жителей мужского и 139 женского пола
В 1920 году, как и другие населённые пункты Второго Донского округа, хутор включён в состав Царицынской губернии. В 1935 году Дорофеевский сельсовет включён в состав Верхне-Курмоярского района Сталинградского края (с 1936 года — Сталинградской области). С 1950 года — в составе Котельниковского района. В январе 1958 года Дорофеевский сельсовет был упразднён, а хутор Дорофеевский вошёл в состав Генераловского сельсовета.

## География
Хутор расположен на севере Котельниковского района на северном склоне одного из отрогов западной покатости Ергенинской возвышенности, относящейся к Восточно-Европейской равнине, на левом берегу реки Аксай Есауловский, на высоте около 40 метров над уровнем моря. Рельеф местности равнинный, имеет незначительный уклон к северу. Почвы каштановые солонцеватые и солончаковые.
По автомобильным дорогам расстояние до областного центра города Волгограда (до центра города) составляет 180 км, до районного центра города Котельниково — 53 км, до административного центра сельского поселения хутора Генераловский — 11 км. Ближайшая железнодорожная станция Жутово железнодорожной ветки Волгоград—Тихорецкая Волгоградского региона Приволжской железной дороги расположена в 25 км к востоку от хутора в рабочем посёлке Октябрьский.
Часовой пояс
Дорофеевский, как и вся Волгоградская область, находится в часовой зоне МСК (московское время). Смещение применяемого времени относительно UTC составляет +3:00.

## Население
| 2002 |
| ---- |
| 349  |

| 1859 | 1873 | 1897 | 1915 | 2010 |
| ---- | ---- | ---- | ---- | ---- |
| 155  | ↗215 | ↗271 | ↗295 | ↘293 |